# José María Heredia y Campuzano
José María Heredia y Heredia, conegut també com José María Heredia y Campuzano (Santiago de Cuba, 31 de desembre de 1803 - Ciutat de Mèxic, 7 de maig de 1839), va ser un poeta nascut a Cuba, considerat el primer poeta romàntic de llengua castellana, l'iniciador del romanticisme a Llatinoamèrica i poeta destacat de la llengua espanyola. Conegut com el «Cantor del Niagara», José Martí va dir d'ell que era «el Primer Poeta de América», i va ser nomenat poeta nacional de Cuba.
El seu pare, José Francisco Heredia y Mieses, era un funcionari espanyol que va estar destinat a diversos països americans —Florida (encara espanyola en aquell temps), Veneçuela, Santo Domingo i Mèxic— als quals es traslladava amb la família. Després de la mort del pare va tornar a Cuba, però en va haver de marxar per haver participat en una conspiració i evitar ser empresonat. Les autoritats espanyoles el van condemnar a mort en absència pel delicte de sedició. Va viure un temps als Estats Units i després va tornar a Mèxic, on va passar la resta de la seva vida, llevat d'una breu estada a Cuba de novembre de 1836 a gener de 1837. Per poder tornar a Cuba va haver d'escriure una carta de renuncia a les seves idees independentistes
També va ser un destacat humanista, fiscal, jutge de lletres, advocat, catedràtic, historiador, traductor, periodista, secretari, novel·lista històric, soldat, dramaturg, diputat i director de l'Institut Literari de l'Estat de Mèxic. Va ser secretari d'Antonio López de Santa Anna el 1832; també va ser diputat propietari al Congrés de l'Estat de Mèxic el 1833 i ministre de l'Audiència a Mèxic. No se l'ha de confondre amb el poeta francès d'origen cubà José María de Heredia (1842-1905).
A Santo Domingo i a l'Havana va cursar els seus estudis d'humanitats i dret, graduant-se en lleis el 1820 i començant a exercir la seva professió a Matanzas. Des de la infantesa va sentir les idees revolucionàries, havent estat condemnat a desterrament perpetu el 1823, per haver pres part en una conspiració separatista. Després de residir tres anys als Estats Units, va passar a Mèxic, on va exercir successivament els càrrecs d'oficial de la Secretària d'Estat, jutge de primera instància, fiscal de l'Audiència i, finalment, magistrat. En 1836 va tornar per uns mesos a Cuba, facultat per això pel capità general Miguel Tacón i de tornada a Mèxic es va encarregar de la direcció de la Gaceta Oficial, càrrec al qual va haver de renunciar pel seu delicat estat de salut. Durant molt de temps les dades sobre la seva mort i lloc d'enterrament eren confuses. Ara se sap que va morir a Ciutat de Mèxic; una placa ho indica en el número 100 del carrer República de Guatemala (el 1839 era carrer del Hospicio de San Nicolás número 15).

## Heredia; el poeta[calcitació]
Va ser gran poeta i el primer líric del Parnàs cubà, dotat de portentosa fantasia i exaltada imaginació, meravellós en les descripcions i dominat gairebé sempre per un profund sentiment malenconiós. Les seves millors composicions són El Niágara i En el Teocalli de Cholula, aquesta última escrita quan només tenia divuit anys i visità la famosa pirámide asteca; també cal citar: Himno del desterrado; Los placeres de la melancolia; Epístola a Emilia; El desamor; La tempestad; La muerte del toro; El himno al sol; Escrito en el mar, i Al Océano.
Té molt bones traduccions i excel·lents imitacions de poesies cèlebres, entre les quals mereixen recordar-se les de La caida de las hojas, de Millovoye; La hoja de Arnault; el Canto del cosaco, de Béranger; la última Meseniana, de Delavigne; El arco iris, traducció de Campbell, i el poema La inmortalidad, extret quasi sencer de la setena Night Thoughts de Young. Col·laborà i redactà en diversos diaris, sent els principals: La Miscelánea; El Iris; El indicador de la Federación Americana, i Biblioteca de Damas. Van ser impresos també nombrosos discursos que va pronunciar en diferents festes i aniversaris patriòtics de Mèxic i va cultivar així mateix l'art dramàtic, deixant com a mostres d'això Eduardo IV o el usurpador clemente, peça en un acte que fou representada a Matanzas el febrer de 1819; el sainet El campesino espantado, una tragedia en que va imitar a Crébillon; Atreo (1822); Los últimos romanos, i tres tragèdies imitacions o traduccions del francès: Abufard ou la Famille arabe, de Ducis; Tiberio, de Marie-Joseph Chénier, i Sila,, de Jules Jouy.
A més va traduir, Saúl, d'Alfieri, introduint-li notables variants; Mahoma ó el fanatismo, de Voltaire, i Cayo Graco, de Chénier. El 1831 publicà a Toluca quatre volums de Lecciones de Historia Universal. De les poesies de Heredia i Campuzano es van fer 10 o 12 edicions, sent corregides per l'autor la de Nova York el 1825, i la de Toluca el 1832. la més completa de quantes s'han publicat posteriorment és la del 1875 a Nova York.